# Le Plessier-sur-Bulles
Le Plessier-sur-Bulles – miejscowość i gmina we Francji, w regionie Hauts-de-France, w departamencie Oise.
Według danych na rok 1990 gminę zamieszkiwało 135 osób, a gęstość zaludnienia wynosiła 35 osób/km² (wśród 2293 gmin Pikardii Le Plessier-sur-Bulles plasuje się na 862. miejscu pod względem liczby ludności, natomiast pod względem powierzchni na miejscu 981.).